# Amburana
Amburana Schwacke & Taub. é um género de árvores brasileiras da família das fabáceas, sub-família Faboideae, conhecida popularmente como cumaru-do-ceará, cumaru-das-caatingas, imburana-de-cheiro (distinguindo-se da imburana-de-cambão), umburana e cerejeira. É conhecida por seu valor medicinal. A madeira dessas árvores é considerada nobre e é muito usada na produção de móveis finos.
Entre as espécies mais conhecidas do gênero, contam-se:
- A. acreana, nativa da Amazônia;
- Amburana cearensis, nativa da caatinga e da floresta pluvial, ocorre desde o Nordeste do Brasil até São Paulo, entrando pelo interior até Goiás e Mato Grosso;
- Amburana claudii Schwacke & Taub.

A superexploração e a degradação dos ecossistemas fez com que não existam mais espécimes de grande porte desta árvore, que está classificada como em perigo pela União Internacional para a Conservação da Natureza e dos Recursos Naturais.

## Uso medicinal
Originada no Juazeiro do norte.Segundo a tradição popular do Norte e Nordeste do Brasil é uma planta aromática balsâmica com efeitos no aparelho  digestivo similar a Imburana de Cambão (Commiphora leptophloeos). São também comuns indicações de seu uso para doenças do aparelho respiratório. 
 Em recente revisão bibliográfica Almeida (2010) registrou suas indicações como broncodilatador, analgésico, anti-inflamatório e antireumático assinalando que este uso é referendado pela presença de compostos como cumarinas, flavonóides e glicosídeos fenólicos na sua constituição.
Canuto e Silveira por análise da constituição química da casca do caule de A. cearensis onde foi detectada presença profusa de compostos fenólicos, principalmente flavonóides, ao lado da cumarina, os considera como responsáveis pelas atividades farmacológicas da espécie. Na medicina popular, segundo sua revisão, corresponde à preparação de "lambedores" caseiros para tratamento de doenças respiratórias, como gripe, resfriado, bronquite e asma, assinalam inclusive a preparação Industrial do xarope de cumaru, produzido pelo Programa Farmácias Vivas, Farmácia-Escola/UFC e empresas particulares, referendado por ensaios farmacológicos pré-clínicos que demonstraram atividades anti-inflamatória, broncodilatadora e analgésica para o extrato hidroalcoólico, atribuindo também tais efeitos  à cumarina e à fração flavonoídica.
Em recentes pesquisas constatou-se que o extrato aquoso das sementes de Amburana cearensis apresentou efeito antiedematogênico e potencial uso como anti-inflamatório, contudo, segundo esta mesma pesquisa, sua utilização requer cuidados por também apresentar efeitos tóxicos Os referidos efeitos anti-inflamatórios podem ser explicados, pelo menos em parte segundo Leal et al (2009), pela ação de compostos específicos da planta  capazes de induzir a inibição de mediadores inflamatórios (TNF-α, histamina, serotonina e prostaglandina E2) reduzindo a desgranulação de neutrófilos e a actividade de mieloperoxidase 
Pesquisas com extractos das sementes de A. cearensis não mostraram citotoxicidade em células PC12 utilizando brometo de 3- (4,5-dimetiltiazol-2-il) -2,5-difeniltetrazólio (MTT, Sigma, St. Louis, MO).Os extractos obtidos para as sementes de A. cearensis continham ésteres etílicos, ésteres metílicos e cumarinas, os experimentos confirmaram estudos de outros autores sobre suas propriedades antioxidantes e mostraram que têm um potencial neuroprotector contra danos neuronais induzidos pelo glutamato possivelmente por tais propriedades antioxidantes.